# Bourgbarré
Bourgbarré (bret. Bourvarred) – miejscowość i gmina we Francji, w regionie Bretania, w departamencie Ille-et-Vilaine.
Według danych na rok 1990 gminę zamieszkiwały 2004 osoby, a gęstość zaludnienia wynosiła 141 osób/km² (wśród 1269 gmin Bretanii Bourgbarré plasuje się na 316. miejscu pod względem liczby ludności, natomiast pod względem powierzchni na miejscu 693.).